# Hofsfjall
Hofsfjall är ett berg i republiken Island. Det ligger i regionen Austurland, 260 km öster om huvudstaden Reykjavík. Toppen på Hofsfjall är 739 meter över havet.
Det finns inga samhällen i närheten. Trakten runt Hofsfjall består i huvudsak av gräsmarker.